# Luís Pereira da Costa

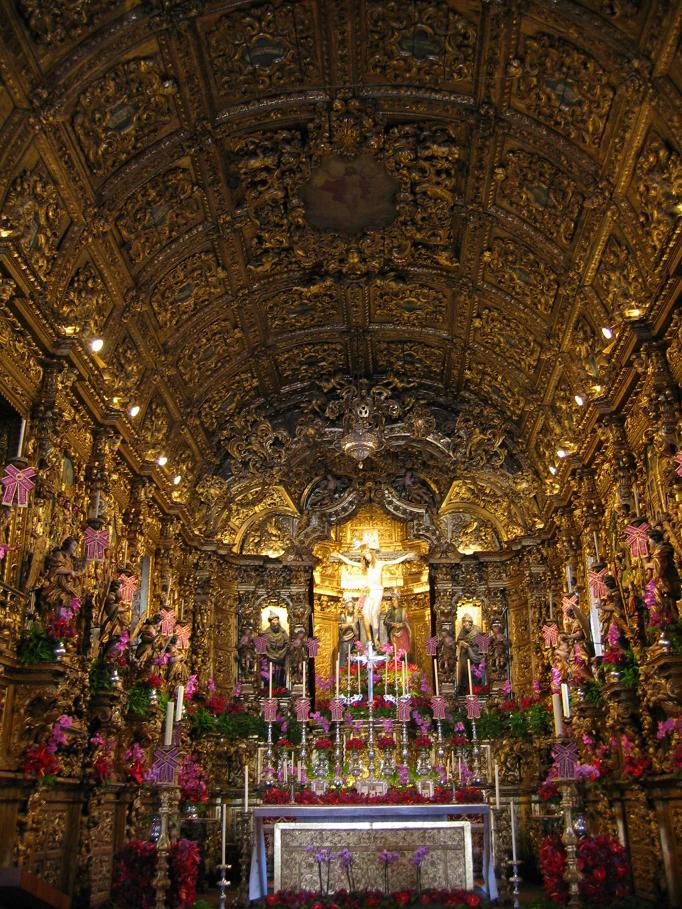
Retábulo na capela-mor da Igreja Matriz de Matosinhos, 1726

Luís Pereira da Costa foi um artista português da primeira metade do século XVIII, conhecido pelo seu trabalho como mestre entalhador, presente em inúmeros retábulos dentro do estilo barroco, sobretudo no Norte do país. É considerado um dos maiores mestres do seu tempo, e representante maior da escola de talha barroca do Porto, activa durante o século XVIII. Foi pai do também mestre Manuel Pereira da Costa Noronha.

## Obra
Em 1724 recebe a encomenda para a execução do Retábulo de Santo António para a Igreja de São Francisco, no Porto. Em 1726 é-lhe encomendada a realização dos trabalhos de talha dourada para a capela-mor da Igreja do Bom Jesus de Matosinhos, uma obra marcante na talha barroca portuguesa onde é narrada a paixão de Cristo.

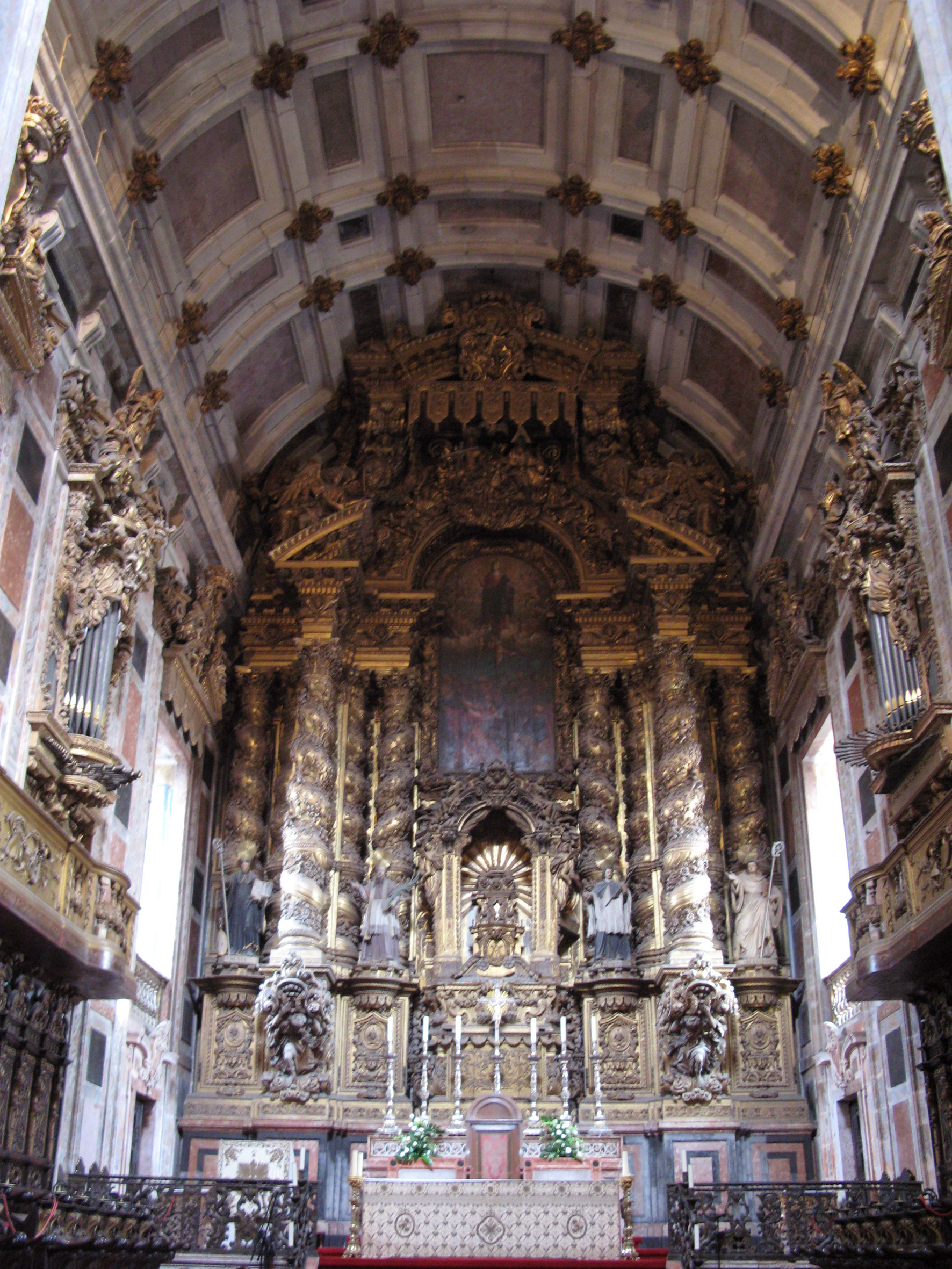
Retábulo na capela-mor da Sé do Porto, 1727-1729

Durante o período de sede vacante entre 1717 e 1741, o Cabido portuense que administrava a diocese decide efectuar reformas profundas no edifício medieval da Sé do Porto, adaptando-o a uma estética contemporânea de acordo com o gosto barroco da época e na corte de D. João V. É neste contexto que o edifício sofre intervenções pictóricas e escultóricas de vários artistas, entre os quais Nicolau Nasoni, que aí permanece a trabalhar até 1737. Em 1727, para a realização de um novo retábulo-mor, é realizado o convite a Luís Pereira da Costa, que já se encontrava no edifício a realizar as caixas dos orgãos da capela-mor. Estabelece parceria com o mestre Miguel Francisco da Silva, oriundo de Lisboa. O retábulo, embora seguindo uma linha conservadora no entalhe da madeira, vai introduzir na cidade a estética e cenografia do barroco Joanino. O modelo, onde é notável a influência da obra Perspectiva Pictorum et Architectorum de Andrea Pozzo, é considerado uma das máquinas retabulares mais imponentes do país, e foi sendo sucessivamente replicado em inúmeros retábulos nas edificações religiosas da cidade e da região.
Após os trabalhos na Sé do Porto, recebe ainda em 1729 a encomenda para a realização dos retábulos-mor e colaterais da igreja da Santa Casa da Misericórdia de Mangualde. Em 1731 realiza o retábulo-mor da Igreja Matriz de Oliveira de Azeméis (1731). Em 1733 é-lhe também encomendado o retábulo-mor do Recolhimento de Nossa Senhora da Conceição, também em Mangualde.
O segundo grande momento da sua carreira é conseguido em 1735 na Igreja do Bom Jesus da Cruz em Barcelos. O enquadramento cenográfico conseguido nos retábulos laterais da igreja, onde é representado Cristo carregando a cruz é absolutamente invulgar nos exemplares portugueses da época.